# كيري آن ولز
كيري آن ولز (بالإنجليزية: Kerry Anne Wells)‏ هي متسابقة ملكة الجمال وعارضة أسترالية، ولدت في 1952 في أستراليا الغربية في أستراليا.